# Prihradzany
Prihradzany (ungarisch Kisperlász – bis 1907 Perlász) ist eine Gemeinde in der südlichen Mittelslowakei mit 66 Einwohnern (Stand 31. Dezember 2024), die zum Okres Revúca, einem Kreis des Banskobystrický kraj, gehört und in der traditionellen Landschaft Gemer liegt.

## Geographie
Die Gemeinde befindet sich im Bergland Revúcka vrchovina im Slowakischen Erzgebirge, am Bach Prihradziansky potok, einem rechtsseitigen Zufluss des Muráň im Einzugsgebiet der Slaná. Das Ortszentrum liegt auf einer Höhe von 271 m n.m. und ist neun Kilometer von Jelšava sowie 21 Kilometer von Revúca entfernt.
Nachbargemeinden sind Gemerské Teplice (Ortsteil Jelšavská Teplica) im Norden, Šivetice im Osten, Držkovce im Süden, Kameňany im Westen und Jelšava im Nordwesten.

## Geschichte

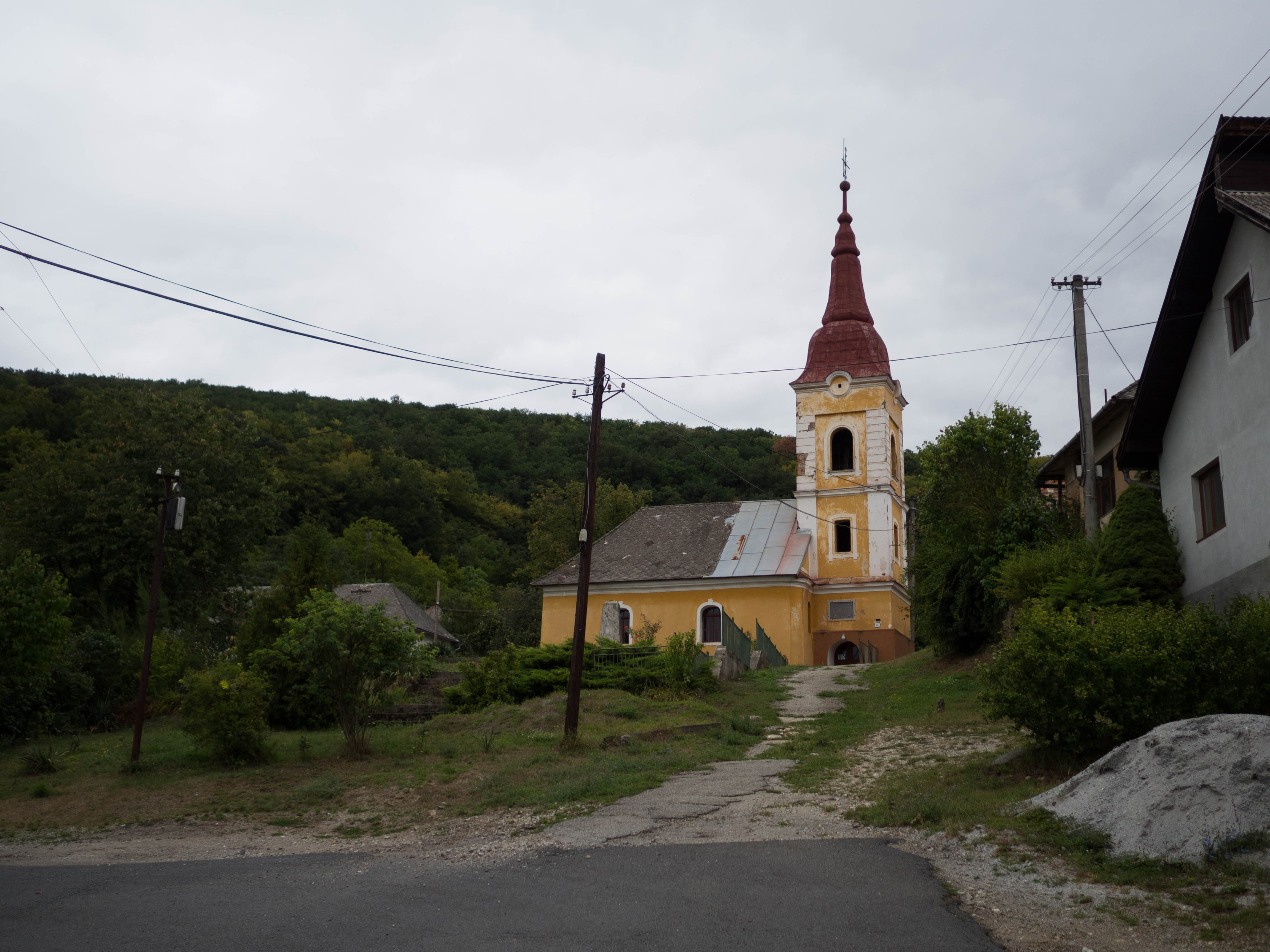
Evangelische Kirche

Prihradzany wurde zum ersten Mal 1262 als Prelaz schriftlich erwähnt, weitere historische Bezeichnungen sind unter anderen Preloz, oder Prelaz (1272), Perlaz (1435), Perlak vel Pryraseen (1556) und Prichraczane (1773). Noch im Jahr 1275 war Prihradzany nur eine Siedlung, wurde aber zum Ende des 13. Jahrhunderts Gemeinde. Das Dorf gehörte zum Herrschaftsgebiet von Eltsch, später der Burg Muráň. 1773 wohnten hier 26 leibeigene Bauern- und drei Untermieterfamilien, 1828 zählte man 37 Häuser und 251 Einwohner, die unter anderem als Fuhrmänner, Handwerker (z. B. Pfeifenmacher und Töpfer), Imker und Saisonarbeiter beschäftigt waren.
Bis 1918 gehörte der im Komitat Gemer und Kleinhont liegende Ort zum Königreich Ungarn und kam danach zur Tschechoslowakei beziehungsweise heute Slowakei. In der ersten tschechoslowakischen Republik waren die Einwohner als Landwirte, Töpfer, Zimmerleute und Hersteller von Holzerzeugnissen tätig. Auf Grund des Ersten Wiener Schiedsspruchs lag der Ort von 1938 bis 1944 noch einmal in Ungarn.

## Bevölkerung
| Jahr                | 1994 | 2004     | 2014    | 2024     |
| ------------------- | ---- | -------- | ------- | -------- |
| Anzahl der Personen | 98   | 79       | 84      | 66       |
| Unterschied         |      | −19,38 % | +6,32 % | −21,42 % |

| Jahr                | 2023 | 2024    |
| ------------------- | ---- | ------- |
| Anzahl der Personen | 69   | 66      |
| Unterschied         |      | −4,34 % |

Nach der Volkszählung 2011 wohnten in Prihradzany 87 Einwohner, davon 80 Slowaken sowie jeweils ein Kroate und Tscheche. Ein Einwohner gab eine andere Ethnie an und vier Einwohner machten keine Angabe zur Ethnie.
38 Einwohner bekannten sich zur Evangelischen Kirche A. B., 12 Einwohner zur römisch-katholischen Kirche, zwei Einwohner zur griechisch-katholischen Kirche und ein Einwohner zur apostolischen Kirche. 27 Einwohner waren konfessionslos und bei sieben Einwohnern wurde die Konfession nicht ermittelt.

## Baudenkmäler

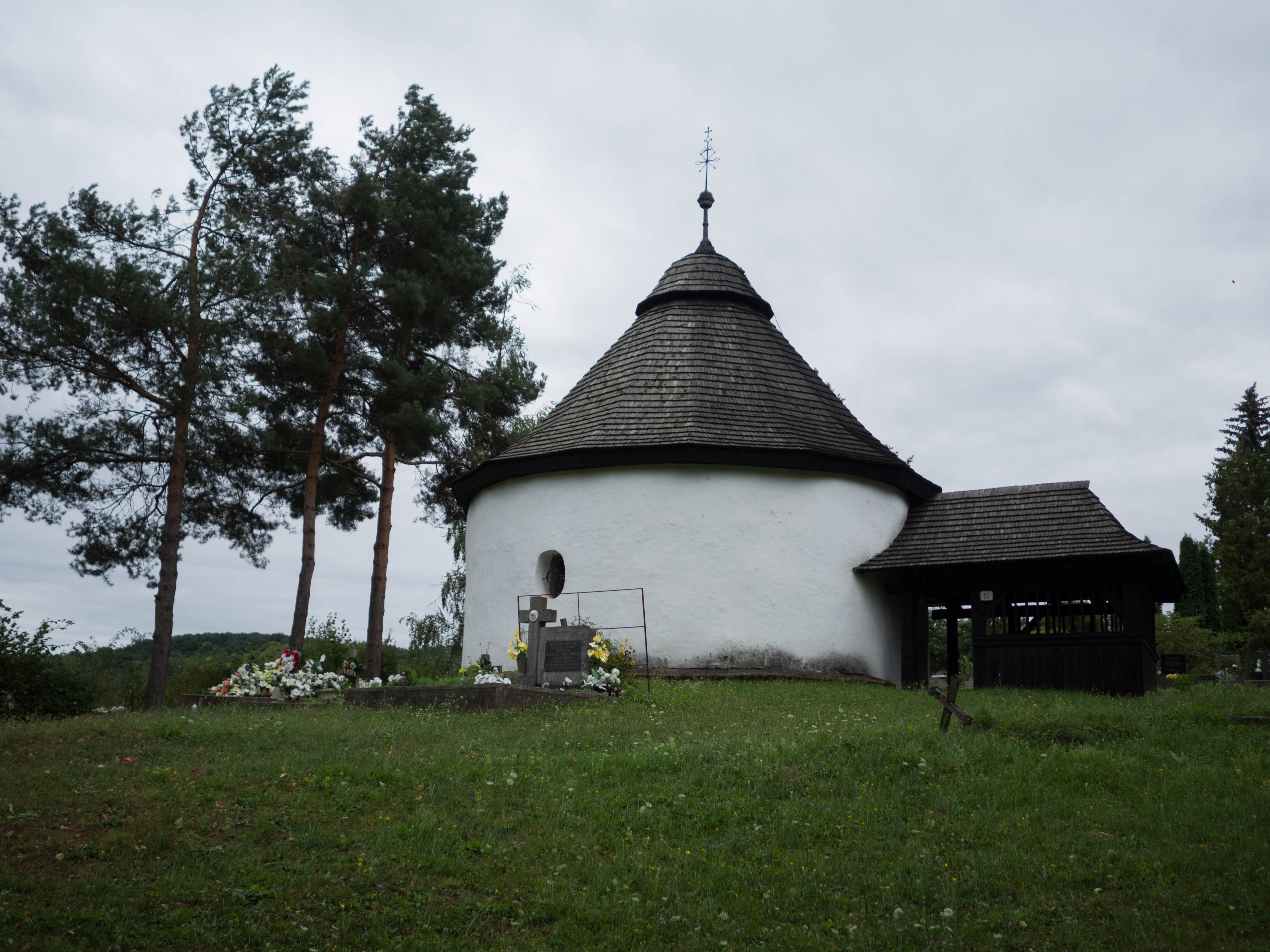
Kapelle St. Anna

- evangelische Kirche im klassizistischen Stil aus dem Jahr 1798[6]
- Aufbahrungskapelle St. Anna, eine romanische Rotunde aus der ersten Hälfte des 13. Jahrhunderts, 2010 umfassend restauriert[7]